# کتابخانه امام رضا (کرمانشاه)
کتابخانه امام رضا یا کتابخانهٔ آیت‌الله عبدالجلیل جلیلی کتابخانه‌ای عمومی در شهر کرمانشاه است که زیر نظر آستان قدس رضوی فعالیت می‌کند. این کتابخانه به عنوان بخشی از مجموعهٔ حسینیهٔ جلیلی در میدان جلیلی قرار دارد و در سال ۱۳۴۹ تأسیس شده‌است. این کتابخانه نزدیک به ۹ هزار و ۲۰۰ نفر عضو دارد و همه روزه به جز ایام تعطیل از ساعت ۷:۱۵ الی ۱۹:۴۵ فعالیت می‌کند.

## تاریخچه
این کتابخانه در سال ۱۳۴۹ توسط عبدالجلیل جلیلی به عنوان کتابخانهٔ شخصی دایر شد. وی این کتابخانه را وقف کرد و تولیت آن را با هدف استفادهٔ همگانی به آستان قدس رضوی سپرد. تبدیل آن به کتابخانهٔ عمومی در سال ۱۳۸۰ اتفاق افتاد و با ساختن ۲ تالار مطالعهٔ خانم‌ها و آقایان در زمینی با زیربنای ۱۵۰ متر مربع، تحت عنوان کتابخانهٔ امام رضا گشایش شد. در سال‌های ۱۳۸۳ و ۱۳۹۰ نیز دو فاز جدید کتابخانه و نیز سالن‌های دیگر افتتاح و به مجموعه افزوده شد. هم‌اکنون این کتابخانه در دو بخش آقایان (دو سالن مطالعه و مخزن) و خانم‌ها (سه سالن مطالعه و مخزن) در زیربنای ۵۰۰ مترمربع مشغول فعالیت است.